# Solo (muziek)
Een solo in de muziek is een muziekstuk of een gedeelte daarvan waarin één muzikant (zanger of instrumentalis) de hoofdrol speelt. In sommige gevallen met een onnadrukkelijke begeleiding door anderen, in andere gevallen geheel alleen (zoals in een cadens of een pianosonate).
Solo's zijn vaak moeilijk te spelen stukken, of stukken waar muzikaal gezien de aandacht op dient te vallen. Het meervoud van solo is soli. Deze term wordt gebruikt wanneer bijvoorbeeld in een symfonieorkest een bepaalde sectie gezamenlijk een belangrijke passage uit moet voeren.

## Pop-, jazz- en rockmuziek
In de pop-, jazz- en rockmuziek dienen soli vaak om de muzikale kwaliteiten van een muzikant meer ruimte te geven of om de aandacht te vestigen op populaire muzikanten. Meestal betreffen dit gitaarsoli, maar ook drumsoli, bassoli, synthesizersoli, pianosoli, saxofoonsoli en trompetsoli, komen vaak voor.